# Alan Williams (jugador de rugbi)
Alan Williams   (7 d'octubre de 1893 - 3 de desembre de 1984) va ser un jugador de rugbi a 15 estatunidenc que va competir durant les dècades de 1910 i 1920.
El 1924 va ser seleccionat per jugar amb la selecció dels Estats Units de rugbi a 15 que va prendre part en els Jocs Olímpics de París, on guanyà la medalla d'or.